# 이웃 효과
이웃 효과 ( Neighborhood effect )는 경제 사회학의 개념으로 이웃이 개인의 행동에 직접 또는 간접적으로 영향을 주는 것을 뜻한다.  이 개념은 20세기 초기에 이미 알려져 왔지만, 1987년에 출간된 윌리엄 윌슨의 저서 < The Truly Disadvantaged > 가 유명해 짐으로 알려지게 되었다.  윌슨은 가난한 환경을 가진 이웃에서 살면 개인의 행동 특히, 경제적 자립도, 폭력, 마약 사용,  출산시 저체중, 인지 능력등에 부정적인 영향을 받게 된다고 주장했다. 
이웃 효과의 이론적 기반은 사회비교이론이다. 즉 인간은 자신을 다른 사람과 비교하며 자신의 정체성에 확신을 갖게 된다는 것이다.